# Marie Vindy
Marie Vindy, née le 31 janvier 1972 à Dijon  (Côte-d'Or) et morte le 31 août 2023 dans la même ville, est une autrice de romans policiers et une chroniqueuse judiciaire française au quotidien régional Le Bien public.

## Biographie
Née le 31 janvier 1972 à Dijon, Marie Vindy étudie aux Beaux-Arts de Besançon puis à Nantes, elle exerce en tant que chroniqueuse judiciaire au Bien public et partage ses savoir-faire d'écrivaine et journaliste au sein de son atelier d'écriture.
Elle meurt d'un cancer le 31 août 2023.

## Œuvres

### Romans
- Mektoub, Pavic, 2004
- Le Sceaux de l'ombre, Krakoen, 2008
- Nirvana Transfert, Krakoen, 2011
- Onzième Parano, La Tengo, 2011
- Une femme seule, éditions Fayard, 2012
- Cavale(S), La Manufacture de Livres, 2014
- Chiennes, La Manufacture de Livres, 2015
- Justice soit-elle, éditions Plon, 2017

### Nouvelles
- Un hommage, CRL Bourgogne, 2010
- Crime ordinaire, (feuilleton) dans Le Bien Public, 2010
- Les Yeux bleus, dans Le Bien Public, 2011
- Du plomb dans le Volnay, dans Studio Beaune Mag, 2011
- Anonymes, dans Alibi, 2012
- L'Affaire Violette Nozières - un tueur au 36, hors série Le Point, 2012 [5]
- Série Mila Carlini (Chaud Room, Les Belles et la Bête et Pas de deux), Ska éditeur, 2013
- Come As You Are, dans Nevermind, Buchet Chastel, 2013
- Les Amants, in Anonim'us , Les Trophées, édition en ligne, 2016
- L'Homme qui marche, dans La Nouvelle du lendemain, anthologie numérique organisée pendant le confinement par la Ligue de l’Imaginaire, le festival Lisle noir et Cultura, 2020[6]

### Collectifs
- Aurore ou la Gueule du loup, French Pulp éditions, 2019[7] en collaboration avec Aurore Boudet